# Heterischnus huardi
Heterischnus huardi là một loài tò vò trong họ Ichneumonidae.